# Giovanni Naboth
Giovanni Naboth (sinh ngày 26 tháng 8 năm 1976) là một cầu thủ bóng đá người Mauritius hiện tại thi đấu ở vị trí hậu vệ cho Petite Rivière Noire SC. He won 10 caps for the Đội tuyển bóng đá quốc gia Mauritius từ năm 2002 đến năm 2006.